# Наталіївськ
Наталіївськ (біл. вёска Натальеўск) — село в складі Червенського району Мінської області, Білорусь. Село підпорядковане Колодезькій сільській раді, розташоване в центральній частині області.